# Liste der Kapläne der Päpstlichen Schweizergarde
Die Liste der Kapläne der Päpstlichen Schweizergarde führt die Priester auf, die neben der Päpstlichen Schweizergarde als Kaplan tätig und für den Schutz des Papstes verantwortlich waren.
Zu den Aufgaben des Kaplans der Schweizergarde zählt die Feier der Sakramente für das Korps und er ist geistlicher Beistand für die Gardisten und deren Familien. Er ist als Seelsorger auch für die Organisation der kulturellen Aktivitäten verantwortlich und zählt zum Führungskader der Garde. Der Kaplan der Päpstlichen Schweizergarde wird von der Schweizer Bischofskonferenz vorgeschlagen und von vom Papst ernannt. Er wird auf fünf Jahre berufen, die Berufung kann verlängert werden.

## Liste der Kaplane
- Johann Decurtins (* 1828 in Trun GR) von … bis Dezember 1863[3][4][5]
- Friedrich Bäder (* 1806 in Mastrils GR) von Juli 1864 bis Februar 1865[4]
- Meinrad Suter (* 1827 in Schwyz SZ) von Oktober 1865 bis Dezember 1887[4]
- Johan Baptist Marty (* 1840 in Schwyz SZ) von Mai 1888 bis November 1902[4]
- Emmanuel Corragioni d'Orelli (* am 16. Juni 1861 in Luzern LU – 12. März 1937) von Dezember 1902 bis Dezember 1923[4][6]
- Paul Maria Krieg (* 1890 in Rorschach SG) von Januar 1924 bis Januar 1960[4]
- Johann-Cajetan Kriech (* 1928 in Schmerikon SG) von Februar 1960 bis März 1964[4]
- Jean-Charles Mayor (* 1916 in Nax VS) von April 1965 bis August 1968[4][7]
- Paul Grichting (* am 15. Januar 1923 in Leukerbad VS – 21. Dezember 2001) von Oktober 1968 bis August 1989[4][8][9]
- Martin Beutler (* 1945 in Trubschachen BE) von September 1989 bis Dezember 1994[4][10]
- Aloïs Jehle (* 1959 in Hubersdorf SO) von September 1995 bis Februar 2006[4][11][12]
- Alain de Raemy (* 1959 in Freiburg im Üechtland FR) vom 1. September 2006 bis zum 30. November 2013[13][14]
- Pascal Burri (* 1966 in Bern BE) vom 1. September 2014[15][16] bis zum 31. August 2015
- Thomas Widmer (* 1984) vom 12. Dezember 2015[17] bis zum 31. August 2021
- Seit dem 16. Oktober 2021: Kolumban Reichlin (1971)[18]